# 卡尔达亚克
卡尔达亚克（法語：Cardaillac，法語發音：[kaʁdajak]）是法国洛特省的一个市镇，属于菲雅克区。

## 地理
卡尔达亚克（44°40'48"N, 1°59'49"E）面积18.1 平方千米，位于法国奧克西塔尼大區洛特省，该省份为法国西南部内陆省份，北起顺时针与科雷兹省、康塔爾省、阿韦龙省、塔恩-加龙省、洛特-加龍省和多尔多涅省接壤。
与卡尔达亚克接壤的市镇（或旧市镇、城区）包括：康比拉、富尔马尼亚克、普拉尼奥勒、普朗代涅、圣布雷苏、圣科隆布、圣佩尔杜、维亚扎克。

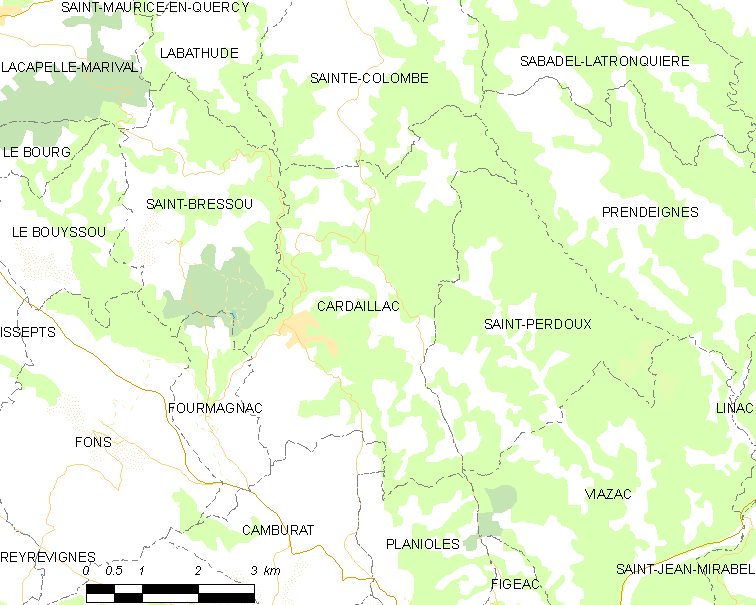
卡尔达亚克的OSM定位图

卡尔达亚克的时区为UTC+01:00、UTC+02:00（夏令时）。

## 行政
卡尔达亚克的邮政编码为46100，INSEE市镇编码为46057。

## 政治
卡尔达亚克所属的省级选区为拉卡佩勒马里瓦勒县。

## 人口

1962-2008年间卡尔达亚克人口变化图示

卡尔达亚克于2022年1月1日时的人口数量为621人。